# Списак епизода серије Љубав, навика, паника
Љубав, навика, паника је српска хумористичка ТВ серија емитована на РТВ Пинк. Прва сезона је емитована од 6. фебруара до 5. јуна 2005. године и броји 18 епизода, друга од 9. октобра 2005. до 19. фебруара 2006. године и броји 20 епизода, а трећа и последња сезона од 5. новембра 2006. до 1. априла 2007. године и броји 20 епизода.
Серија Љубав, навика, паника укупно броји 3 сезоне и 58 епизода.

## Преглед
| Сезона | Сезона | Епизоде | Епизоде | Оригинално емитовање | Оригинално емитовање |
| Сезона | Сезона | Епизоде | Епизоде | Премијера            | Финале               |
| ------ | ------ | ------- | ------- | -------------------- | -------------------- |
|        | 1.     | 18      | 18      | 6. фебруар 2005.     | 5. јун 2005.         |
|        | 2.     | 20      | 20      | 9. октобар 2005.     | 19. фебруар 2006.    |
|        | 3.     | 20      | 20      | 5. новембар 2006.    | 1. април 2007.       |

## 1. сезона
| Бр. еп. (укупно) | Бр. еп. (у сезони) | Наслов                                | Редитељ          | Сценариста       | Премијера         |
| --- | ------------------ | ------------------------------------- | ---------------- | ---------------- | ----------------- |
| 1 | 1                  | Мића и Вера се разводе                | Слободан Шуљагић | Небојша Ромчевић | 6. фебруар 2005.  |
| Вера и Мића одлучују да се разведу и покушавају да нађу начин да то кажу својим ћеркама. Међутим, њихове ћерке ће одмах тестирати њихову наклоност.                                                                                     |                    |                                       |                  |                  |                   |
| 2 | 2                  | Подвале Маје и Јање                   | Слободан Шуљагић | Небојша Ромчевић | 13. фебруар 2005. |
| Мића и Вера деле имовину. Мића креће да тренира. Маја покушава да положи испит уз помоћ деколтеа. Јања се неспретно удвара момку из школе.                                                                                              |                    |                                       |                  |                  |                   |
| 3 | 3                  | Екскурзија                            | Слободан Шуљагић | Небојша Ромчевић | 20. фебруар 2005. |
| Јања је на излету са својим новим дечком што брине Мићу. Он у међувремену одлучује да офарба косу. Јовановић почиње да се удвара Вери. Маја и Маца облаче исту хаљину на аудицији.                                                      |                    |                                       |                  |                  |                   |
| 4 | 4                  | Прикривање Маје                       | Слободан Шуљагић | Небојша Ромчевић | 27. фебруар 2005. |
| Маца се претвара да је Маја како би Маја отишла на модну ревију, што омогућава Јањи да пита Мацу за савете о сексу. Мића проналази Мајине кондоме. Јовановић одлучује да нађе девојку.                                                  |                    |                                       |                  |                  |                   |
| 5 | 5                  | Професор Хаџикатић                    | Слободан Шуљагић | Небојша Ромчевић | 6. март 2005.     |
| Веру посећује стари професор са факултета који ће покушати да смува било шта у сукњи. Мића се пребронзира у соларијуму. Јовановић се представља као Верин супруг. Маца покушава да заведе ожењеног мушкарца претварајући се да је Маја. |                    |                                       |                  |                  |                   |
| 6 | 6                  | Акварелисти фигуралисти и портретисти | Слободан Шуљагић | Небојша Ромчевић | 13. март 2005.    |
| Инспирисана од стране свог претенциозног новог дечка, Маја креће да се бави сликањем. У међувремену, Мића одлази на фенси забаву. Неко је пребио Јањиног дечка. Вера одлази да лудо проведе викенд са својом пријатељицом Кићом.        |                    |                                       |                  |                  |                   |
| 7 | 7                  | Јањина представа                      | Слободан Шуљагић | Небојша Ромчевић | 20. март 2005.    |
| Вера, Мића и Маја морају да се претварају да су савршена породица, како их Јања не би лоше представила у комаду који пише за школску приредбу. У међувремену, Маји се удвара мистериозни удварач. Јовановић прелази у „агресивну фазу”. |                    |                                       |                  |                  |                   |
| 8 | 8                  | Мацини родитељи                       | Слободан Шуљагић | Небојша Ромчевић | 27. март 2005.    |
| Мају и Јању је толико одушевио Мацин отац, да Вера и Мића крећу да се надмећу са њим. Јовановића нервира гласан сексуални живот његових комшија. Вера има катастрофално гостовање на телевизији.                                        |                    |                                       |                  |                  |                   |
| 9 | 9                  | Римски војсковођа                     | Слободан Шуљагић | Небојша Ромчевић | 3. април 2005.    |
| Вера постаје опседнута видео-игрицом. Мића добија тајни задатак од свог шефа. Јања покушава да вара на тесту уз помоћ Маје и Маце. Јовановић сања о свом сину који му даје савет око клађења.                                           |                    |                                       |                  |                  |                   |
| 10 | 10                 | Вера и Панта                          | Слободан Шуљагић | Небојша Ромчевић | 10. април 2005.   |
| Мића је оптужен за проневеру, а Јовановић му је једина нада. Вера пада на мистериозног купца. Маја и Јања развијају горко супарништво око чоколаде.                                                                                     |                    |                                       |                  |                  |                   |
| 11 | 11                 | Јојоба и билоба                       | Слободан Шуљагић | Небојша Ромчевић | 17. април 2005.   |
| Док Маје нема, Јања и Маца завитлавају људе преко телефона. Мића добија новог удварача. Вера организује презентацију усисивача. |                    |                                       |                  |                  |                   |
| 12 | 12                 | Спот                                  | Слободан Шуљагић | Небојша Ромчевић | 24. април 2005.   |
| Вера и Мића приређују вечеру својим измишљеним новим удварачима. Маја и Маца уцењују Мациног оца да им плати музички спот. |                    |                                       |                  |                  |                   |
| 13 | 13                 | Казна                                 | Слободан Шуљагић | Небојша Ромчевић | 1. мај 2005.      |
| Након што их Вера и Мића казне, Маја и Јања улазе у психолошки рат са њима. Јовановићев син одлучује да дође у посету. |                    |                                       |                  |                  |                   |
| 14 | 14                 | Маја се сели                          | Слободан Шуљагић | Небојша Ромчевић | 8. мај 2005.      |
| Након што се Маја усели код свог новог дечка, Вера и Мића пребацују сву пажњу на Јању. У међувремену, Мића постаје гладан моћи након што је унапређен у заменика директора.                                                             |                    |                                       |                  |                  |                   |
| 15 | 15                 | Алекса                                | Слободан Шуљагић | Небојша Ромчевић | 15. мај 2005.     |
| Маца је сумњичава у вези Мајиног новог дечка који делује пресавршено. Вера и Мића крећу да се баве вајарством. Јања почиње да мисли о губљењу невиности.                                                                                |                    |                                       |                  |                  |                   |
| 16 | 16                 | Јања у револуцији                     | Слободан Шуљагић | Небојша Ромчевић | 22. мај 2005.     |
| Јовановић одлучује да мотивише своје комшије да више имају секс. Јања у школи подиже побуну против директорке. Мића има хипохондричну епизоду. Маја одлучује да смрша.                                                                  |                    |                                       |                  |                  |                   |
| 17 | 17                 | Верин нови пацијент                   | Слободан Шуљагић | Небојша Ромчевић | 29. мај 2005.     |
| Вера губи главу око новог пацијента, што чини Мићу, Мају и Јању љубоморнима. Мића почиње да се коцка. |                    |                                       |                  |                  |                   |
| 18 | 18                 | Крај школске године                   | Слободан Шуљагић | Небојша Ромчевић | 5. јун 2005.      |
| Сви су заокупљени Јањиним оценама на крају школске године. Маца почиње да излази са сином Мићиног шефа. Јовановић налази девојку. |                    |                                       |                  |                  |                   |

## 2. сезона
| Бр. еп. (укупно) | Бр. еп. (у сезони) | Наслов                                | Редитељ          | Сценариста       | Премијера          |
| --- | ------------------ | ------------------------------------- | ---------------- | ---------------- | ------------------ |
| 19 | 1                  | Где ћемо на летовање                  | Слободан Шуљагић | Небојша Ромчевић | 9. октобар 2005.   |
| Породица покушава да се усагласи где да иду на летовање. Јања сазнаје да неко хоће да јој преотме дечка. Мића покушава да прода свој аутомобил Јовановићу.                                                                      |                    |                                       |                  |                  |                    |
| 20 | 2                  | Јањин тајни обожаваоц                 | Слободан Шуљагић | Небојша Ромчевић | 16. октобар 2005.  |
| Маја и Маца се враћају из Грчке, где је Маја нашла дечка. Вера се запошљава као „Драга Савета”. Јањи шаље цвеће мистериозни удварач. Јовановић и Смиљка стално мењају мишљење око тога да ли желе брак.                         |                    |                                       |                  |                  |                    |
| 21 | 3                  | Маја и Јања издржавају породицу       | Слободан Шуљагић | Небојша Ромчевић | 23. октобар 2005.  |
| Финансијска криза мучи Веру и Мићу, па Јања и Маја крећу у пословни подухват. |                    |                                       |                  |                  |                    |
| 22 | 4                  | Журка интелектуалаца                  | Слободан Шуљагић | Небојша Ромчевић | 30. октобар 2005.  |
| Мајин нови дечко мува Јању. Вера приређује журку како би доказала Мићи да има много утицајних пријатеља. Смиљка не може да стане са радом, јер Јовановић стално жели секс.                                                      |                    |                                       |                  |                  |                    |
| 23 | 5                  | Нове комшије Швајцарци                | Слободан Шуљагић | Небојша Ромчевић | 6. новембар 2005.  |
| Нове комшије из Швајцарске, за које Јовановић сумња да су шпијуни, врше тиранију над Мићом и Вером. Јања добија на кладионици, али постаје параноична и сумњичава да свако жели да јој украде новац. Маја креће на курс масаже. |                    |                                       |                  |                  |                    |
| 24 | 6                  | Оља шефица рачуноводства              | Слободан Шуљагић | Небојша Ромчевић | 13. новембар 2005. |
| Мића пада на заносну колегиницу, која користи његова осећања како би се попела на корпоративној лествици. |                    |                                       |                  |                  |                    |
| 25 | 7                  | Такмичење из математике               | Слободан Шуљагић | Небојша Ромчевић | 20. новембар 2005. |
| Мића и Вера воде рат смицалица. Мају прогања нежељени удварач. Јања полуди око такмичења из математике. Јовановић почиње да се коцка са осмацима након што га жена оставља.                                                     |                    |                                       |                  |                  |                    |
| 26 | 8                  | Лука иде у центар за талентовану децу | Слободан Шуљагић | Небојша Ромчевић | 27. новембар 2005. |
| Јања је љубоморна након што Лука одлази у центар за талентоване ученике на месец дана. У међувремену, Мића се придружује сајту за упознавање.                                                                                   |                    |                                       |                  |                  |                    |
| 27 | 9                  | Депресивни Мића и Вера                | Слободан Шуљагић | Небојша Ромчевић | 4. децембар 2005.  |
| Мајине и Јањине покушаје да оживе сексуални живот својих родитеља, Вера и Мића схватају погрешно и обоје мисле да овај други жели да га убије.                                                                                  |                    |                                       |                  |                  |                    |
| 28 | 10                 | Врела Нела                            | Слободан Шуљагић | Небојша Ромчевић | 11. децембар 2005. |
| Јања помаже Маци да се освети фолк певачици која јој је преотела дечка. Мићине покушаје да шпијунира шефа његове колеге погрешно схватају као побуну. Смиљка се враћа Јовановићу. Веру мучи несташица воде.                     |                    |                                       |                  |                  |                    |
| 29 | 11                 | Fashion Freak                         | Слободан Шуљагић | Небојша Ромчевић | 18. децембар 2005. |
| Мића се мучи да дође до карата за модну ревију на коју Маја хоће да иде. Јања се побуни против Вере након што је Вера оговара код Јовановића, који је одлучио да има децу.                                                      |                    |                                       |                  |                  |                    |
| 30 | 12                 | Купац и Кићин рођак                   | Слободан Шуљагић | Небојша Ромчевић | 25. децембар 2005. |
| Два госта стижу у стан — један је Верин пацијент, патолошки лажов, а други је Мићин пословни сарадник, милионер. Пошто стижу истовремено, породица их помеша.                                                                   |                    |                                       |                  |                  |                    |
| 31 | 13                 | Смиљка као привремени гост            | Слободан Шуљагић | Небојша Ромчевић | 1. јануар 2006.    |
| Након свађе са Јовановићем, Смиљка се сели код Вере и Миће у стан. Међутим, Вера брзо постаје љубоморна на Смиљкине изузетне вештине домаћице.                                                                                  |                    |                                       |                  |                  |                    |
| 32 | 14                 | Удаја Маје                            | Слободан Шуљагић | Небојша Ромчевић | 8. јануар 2006.    |
| Вера одлучује да уда Мају за Кићиног братанца, а Смиљка и Јовановић се заљубљују у друге људе. |                    |                                       |                  |                  |                    |
| 33 | 15                 | Извињење за беспотребни шамар         | Слободан Шуљагић | Небојша Ромчевић | 15. јануар 2006.   |
| У афекту, Вера лупи Јањи шамар по први пут у животу и онда покушава да јој се искупи. Маја и Маца се посвађају јер им се свиђа исти дечко.                                                                                      |                    |                                       |                  |                  |                    |
| 34 | 16                 | Породична туча као оправдање          | Слободан Шуљагић | Небојша Ромчевић | 22. јануар 2006.   |
| Како би се оправдала што је побегла са часа биологије јер није учила за контролни, Јања говори наставници да су јој родитељи насилни алкохоличари.                                                                              |                    |                                       |                  |                  |                    |
| 35 | 17                 | Избори                                | Слободан Шуљагић | Небојша Ромчевић | 29. јануар 2006.   |
| Мића се кандидује за председника кућног савета. Противкандидат му је Јовановић. |                    |                                       |                  |                  |                    |
| 36 | 18                 | Припрема Радише за женидбу            | Слободан Шуљагић | Небојша Ромчевић | 5. фебруар 2006.   |
| Мића и Вера морају да претворе младића у Дон Жуана или ће изгубити посао. |                    |                                       |                  |                  |                    |
| 37 | 19                 | Мењање станова                        | Слободан Шуљагић | Небојша Ромчевић | 12. фебруар 2006.  |
| Породица угошћава бизнисмена и његовог сина идиота јер се надају да ће се мењати станове са њима. У међувремену, Маја добија тајног дечка који би да се састаје са њом само ноћу, испод мостова.                                |                    |                                       |                  |                  |                    |
| 38 | 20                 | Грешник                               | Слободан Шуљагић | Небојша Ромчевић | 19. фебруар 2006.  |
| Мића се придружује секти након низа малера. Јања покушава да открије ко је крао патике у школској свлачионици. |                    |                                       |                  |                  |                    |

## 3. сезона
| Бр. еп. (укупно) | Бр. еп. (у сезони) | Наслов                        | Редитељ          | Сценариста       | Премијера          |
| --- | ------------------ | ----------------------------- | ---------------- | ---------------- | ------------------ |
| 39 | 1                  | Рат са комшијама              | Слободан Шуљагић | Небојша Ромчевић | 5. новембар 2006.  |
| Породица улази у свађу са новим комшијама. |                    |                               |                  |                  |                    |
| 40 | 2                  | Нове смицалице Вере и Миће    | Слободан Шуљагић | Небојша Ромчевић | 12. новембар 2006. |
| Вера и Мића одлазе на забаву где Вера осрамоти Мићу, па се он претвара да је не познаје. Међутим, она се спрема да му се освети. |                    |                               |                  |                  |                    |
| 41 | 3                  | Драгољуб                      | Слободан Шуљагић | Небојша Ромчевић | 19. новембар 2006. |
| Након што се Верина биљка-љубимац осуши док су они требали да је чувају, Мића, Јања, Маја и Јовановић се муче да нађу замену. |                    |                               |                  |                  |                    |
| 42 | 4                  | Вера и Кића прате Мају и Јању | Слободан Шуљагић | Небојша Ромчевић | 26. новембар 2006. |
| Мића помеша студента психологије са инспектором. Вера и Кића прате Мају и Јању како би сазнале њихове тајне. |                    |                               |                  |                  |                    |
| 43 | 5                  | Верина изгубљена слика        | Слободан Шуљагић | Небојша Ромчевић | 3. децембар 2006.  |
| Вера и Кића улазе у посао са антиквитетима, али Вера одлучи да превари Кићу кад нађе изгубљену слику Густава Климта на свом тавану. У међувремену, Мају проси њен дечко, али је он толико лош у кревету да га она одбија.                       |                    |                               |                  |                  |                    |
| 44 | 6                  | Јова Отров                    | Слободан Шуљагић | Небојша Ромчевић | 10. децембар 2006. |
| Јова Отров, Верина стара љубав и Мићин заклети непријатељ, враћа се у Београд и Вера тражи Мићину помоћ да заведе Јову. |                    |                               |                  |                  |                    |
| 45 | 7                  | Дамир                         | Слободан Шуљагић | Небојша Ромчевић | 17. децембар 2006. |
| Мића и Вера се претварају да су Мацини родитељи за добробит њеног новог дечка, али их он помеша са дилерима дроге. Јања уцењује своју наставницу. Вера покушава да открије која ћерка је више воли.                                             |                    |                               |                  |                  |                    |
| 46 | 8                  | Кића оставља цигаре           | Слободан Шуљагић | Небојша Ромчевић | 24. децембар 2006. |
| Код Јовановића у стана се доселио човек који тврди да му је пријатељ. Кића покушава да остави цигарете. Маја помаже Маци око припрема за удају, а у исто време покушава да јој докаже да може да се уда кад год хоће.                           |                    |                               |                  |                  |                    |
| 47 | 9                  | Вера и Кића нестале           | Слободан Шуљагић | Небојша Ромчевић | 31. децембар 2006. |
| Кића и Вера постају параноичне након што су прочитале превише крими романа и потом нестају, па Мића, Маја, Јања и Јовановић мисле да су укључене у међународну шпијунажу.                                                                       |                    |                               |                  |                  |                    |
| 48 | 10                 | Маца се удаје                 | Слободан Шуљагић | Небојша Ромчевић | 7. јануар 2007.    |
| Маца жели да се уда и унајмљује модног дизајнера да јој направи спектакуларну венчаницу. Међутим, Маја је љубоморна и жели да изгледа боље од ње.                                                                                               |                    |                               |                  |                  |                    |
| 49 | 11                 | Отуђеност                     | Слободан Шуљагић | Небојша Ромчевић | 14. јануар 2007.   |
| Како би их извукла из мртвила, Вера организује активности за провођење „квалитетног времена” са породицом, које укључују поезију и класичну музику, али они не прихватају културу на начин на који се она надала да хоће.                       |                    |                               |                  |                  |                    |
| 50 | 12                 | Јањина наставница из физике   | Слободан Шуљагић | Небојша Ромчевић | 21. јануар 2007.   |
| Мића и Вера одлучују да изведу Јањину наставницу физике на вечеру како је не би оборила, али их задржава нарочито истрајан продавац туристичких аранжмана. У међувремену, Маја губи Мићин вољени аутомобил.                                     |                    |                               |                  |                  |                    |
| 51 | 13                 | Bosch пумпа                   | Слободан Шуљагић | Небојша Ромчевић | 11. фебруар 2007.  |
| Мића узима кредит како би купио део за аутомобил, али упорно троши новац на гардеробу. Вера покушава да открије зашто је Маја толико тајновита у вези новог дечка.                                                                              |                    |                               |                  |                  |                    |
| 52 | 14                 | Маја налази посао             | Слободан Шуљагић | Небојша Ромчевић | 18. фебруар 2007.  |
| Маја је одлучна да добије посао у компјутерској компанији, иако не зна ништа о њима, али њена породица има план. |                    |                               |                  |                  |                    |
| 53 | 15                 | Вера продаје стан             | Слободан Шуљагић | Небојша Ромчевић | 25. фебруар 2007.  |
| Сујеверни извођач радова, који има намеру да сруши њихову зграду, наговара Веру да прода породични стан. Након што она одбије, он се служи прљавим триковима, па му она узвраћа на исти начин. У међувремену, Маја се дебља.                    |                    |                               |                  |                  |                    |
| 54 | 16                 | Маја иде код психолога        | Слободан Шуљагић | Небојша Ромчевић | 4. март 2007.      |
| Мића постаје мета разних подвала, због чега га шеф замрзи. Вера је бесна јер Маја иде код другог психолога. Јовановић се поново заљубио. |                    |                               |                  |                  |                    |
| 55 | 17                 | Златибор                      | Слободан Шуљагић | Небојша Ромчевић | 11. март 2007.     |
| Вера лаже да је на пословној конференцији, а заправо је на одмору на Златибору са Кићом. Пошто мисле да је Вера на конференцији, Мића, Маја и Јања одлучују да такође оду на Златибор, говорећи Вери да су у Београду.                          |                    |                               |                  |                  |                    |
| 56 | 18                 | Саобраћајка                   | Слободан Шуљагић | Небојша Ромчевић | 18. март 2007.     |
| Мића страда у саобраћајној несрећи, а кривац, згодна жена, манипулише њиме и заводи га како би он признао кривицу. Вера покушава да сломи младића који се претвара да је луд како не би постао полицајац. Маја губи Мацин нови капут.           |                    |                               |                  |                  |                    |
| 57 | 19                 | Ресторан на Златибору         | Слободан Шуљагић | Небојша Ромчевић | 25. март 2007.     |
| Породица изнајмљује ресторан на Златибору, али схватају да посао иде лошије него што су очекивали. Јовановић се заљубљује у куварицу. |                    |                               |                  |                  |                    |
| 58 | 20                 | Мића проналази телефон        | Слободан Шуљагић | Небојша Ромчевић | 1. април 2007.     |
| Мића се упетљава у политику и са мафијом након што пронађе мобилни телефон у таксију. У међувремену, Маја покушава да помогне мушкарцу да преболи своју бившу. Јовановић узима мито намењено неком другом и сви су присиљени да беже из Србије. |                    |                               |                  |                  |                    |